# NGC 191
NGC 191 è una galassia a spirale situata nella costellazione della Balena.

## Descrizione
La galassia ha una classe di luminosità III.
Assieme a IC 1563, forma una coppia di galassie interagenti, per cui è registrata anche nell'Atlas of Peculiar Galaxies di Halton Arp con la designazione "Arp 127".

## Scoperta
NGC 191 è stata scoperta il 28 novembre 1785 dall'astronomo britannico di origine tedesca William Herschel.

## Supernova
Il 23 agosto 2006, all'interno della galassia è stata scoperta da parte di T. Puckett et al., nel corso del programma congiunto LOSS/KAIT (Lick Observatory Supernova Search dell'osservatorio Lick e The Katzman Automatic Imaging Telescope dell'Università della California - Berkeley), una supernova di tipo Ia che ha ricevuto la denominazione SN 2006ej.